# Harmsol
Harmsól är en kristen dikt från slutet av 1100-talet, författad av kaniken Gamli i augustinerklostret vid Þykkvabær på sydöstra Island. Harmsól betyder "Sorgens sol" och är en kenning för Kristus: den sol som lyser upp i sorgens mörker. Dikten har den traditionella drapans form och består av 65 strofer på dróttkvætt, varav de 19 första och 20 sista utgör inledning (upphaf) och slut (slœmr). Antalet stefjabalkar är fem, på vardera fem strofer, och omkvädet är dubbelt. Drapan, som är fullständigt bevarad i handskriften AM 757a 4°, handlar om botens sakrament.

## Drapans innehåll
Drapan kan enklast beskrivas som en versifierad predikan på temat ånger och botgöring. Författaren inleder med att be om Guds hjälp och åhörarnas uppmärksamhet och tystnad. Därefter påminner han om människans ofullkomlighet och svaghet och bekänner i tre exempla sina egna andliga synder. Han har syndat i ord, tanke och gärning: skrutit och svurit, emottagit sakramentet med orena tankar och varit en ögontjänare; hans synder är så många att han inte ens kan minnas eller bekänna dem alla (7–16).
I stefjabalkarna utvecklas sedan detta ångertema, och syftet med Kristi människoblivande förklaras ha varit att finna försoning mellan människa och Gud. Korsfästelsen skildras i stroferna 21–27, som är diktens tematiska centrum, och skalden ställer här i fokus hur Kristus förbarmar sig över den botfärdige rövaren på korset som ångrar sina synder. Därefter omtalas Kristi uppståndelse (28) och himmelsfärd (29) samt hans återkomst på den yttersta dagen (31). Nu stiger de döda ur mullen och samlas under stor skräck och vånda i två skilda flockar: de obotfärdiga för att dömas till evig pina (38–39), och de botfärdiga för att få sin lön i himmelen (40). I beskrivningen av den yttersta domen har man menat sig finna genklanger av Völuspás skildring av Ragnarök.
I avslutningen (slœmr) vänder sig skalden direkt till åhörarna, sina "bröder och systrar" (systkin (33)), och understryker enträget ångerns och botgöringens nödvändighet. Tre nya exempla läggs fram, denna gång hämtade ur Bibeln: Kung David som begick äktenskapsbrott och mord men genom sin ånger fick nåd (48–49); aposteln Petrus som bittert begrät att han förnekat Herren (50–51) samt synderskan Maria som med tårar tvådde frälsarens fötter (52).
Drapan slutar med att skalden ber Kristus, den heliga jungfrun och alla helgon förbarma sig över människorna, och han utber sig om de församlades förbön för sin egen själ. Diktens namn, Harmsól, finns nämnt i strof 64.

## Den poetiska traditionen
Det kan tyckas paradoxalt att kaniken Gamli, vars dikt genomsyras av djup kristlig fromhet, i stället för att söka imitera de latinska hymner med vilka han måste ha varit väl förtrogen, valde att framföra det kristna budskapet i traditionell drapa-stil. Men den inhemska poetiska traditionen var ännu stark på Island. Ett gott exempel på detta är Heilags anda vísur (Sånger om den helige ande), som finns i samma handskrift som Harmsól. Trots att denna dikt är en översättning från 1200-talet av den latinska 800-talshymnen Veni Creator Spiritus av Hrabanus Maurus, har det inte fallit översättaren in att använda originalets versmått och stilmedel. Också Heilags anda vísur har i sin isländska språkdräkt blivit en traditionell drapa på det invecklade versmåttet dróttkvætt.
Harmsól rymmer, redan från första strofens början, ett rikt urval av storslagna och mäktiga kenningar för både Gud och Kristus. Bilderna i dessa omskrivningar är ofta hämtade från den vilda naturen eller från våldsamma väder vilkas "styrare" är Gud. Men förvånansvärt nog har skalden i flera kenningar också infogat rent hedniska Odensheiti och valkyrienamn. Förklaringen är väl att dessa heiti av skalden själv och hans omgivning vid denna tid måste ha uppfattats som konventionellt poetiskt bildspråk utan religiös innebörd.

## Översättningar
Dikten finns översatt till svenska av Hjalmar Kempff i Kaniken Gamles 'Harmsól' (Sol i Sorgen): isländskt andligt qväde från medeltiden med öfversättning och förklaringar. Uppsala 1867. (Översättningen bygger på Sveinbjörn Egilssons textutgåva i Fjøgur gømul kvæði, 1844.) Dikten finns också på nynorsk i en prisad översättning av Ivar Orgland, Harmsól av munk Gamli, Solum, Oslo 1991. ISBN 82-560-0736-2